# Grado dei kanji
Il grado di un kanji corrisponde all'anno scolastico (dall'inglese grade) entro cui uno scolaro giapponese deve studiare quel kanji. Poiché in Giappone il ciclo scolastico dell'istruzione primaria dura 6 anni, se il grado di un kanji è compreso tra 1 e 6 significa che si tratta di un kanji insegnato alle scuole elementari. Se il grado del kanji è 1 esso verrà insegnato il primo anno, se è di grado 2 il secondo anno, e così via.  I 1006 caratteri insegnati alle scuole elementari sono detti kyōiku kanji o gakushū kanji.
Talvolta i jōyō kanji (lett. "caratteri cinesi d'uso comune") non compresi tra i kyōiku kanji sono indicati con il grado 8. Dunque i 2136 kanji di grado 1, 2, 3, 4, 5, 6 e 8 corrispondono ai jōyō kanji.

I kanji di grado 8 devono essere appresi durante il periodo delle scuole medie inferiori e superiori, insieme a quelli di grado 9, i jinmeiyō kanji, utilizzati per i nomi di persona. A volte i jinmeiyō kanji sono invece suddivisi in grado 9 e 10 per isolare quei kanji che sono varianti tradizionali dei jōyō kanji e di altri jinmeiyō kanji.
| Grado | Numero | Totale dei kanji insegnati |
| ----- | ------ | -------------------------- |
| 1     | 80     | 80                         |
| 2     | 160    | 240                        |
| 3     | 200    | 440                        |
| 4     | 200    | 640                        |
| 5     | 185    | 825                        |
| 6     | 181    | 1006                       |
| 8     | 1130   | 2136                       |
| 9     | 861    | 2997                       |